# Der Esel und seine Herren

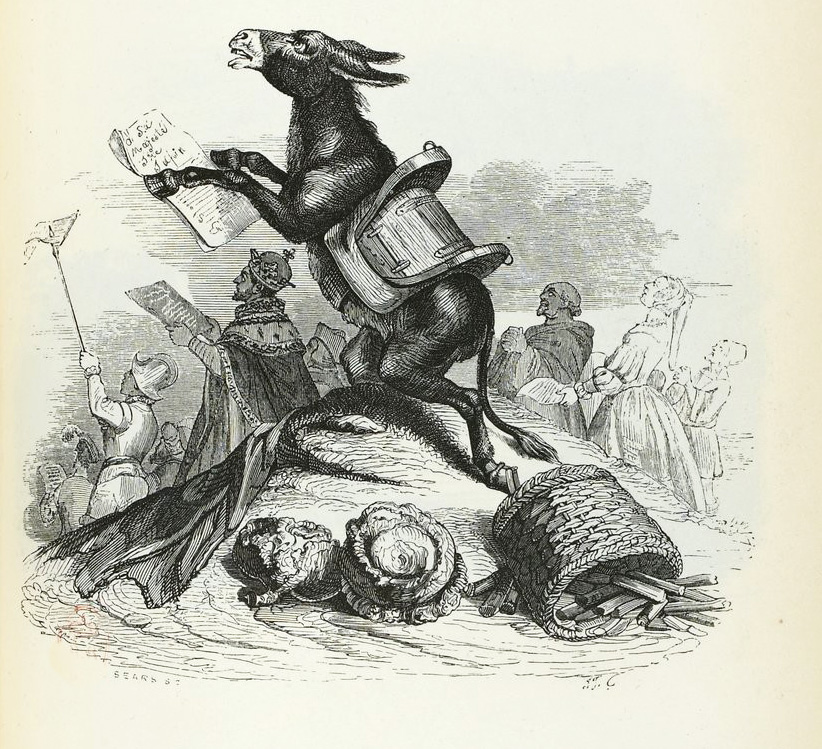
Zeichnung von Grandville – Fables de La Fontaine – 06-11. L’Âne et ses maîtres

Der Esel und seine Herren (französisch L’Âne et ses Maîtres) ist die elfte Fabel aus dem sechsten Buch von Jean de La Fontaine. Sie wurde in der ersten Sammlung von La Fontaines Fabeln erstmals 1668 veröffentlicht. Als Inspiration diente La Fontaine die Fabel des Äsop Der Esel und der Gärtner.
Der Esel beklagt sich in der Fabel von La Fontaine, dass die Arbeit seinen Schlaf störe, weil sein Herr ihn vor Tagesanbruch aufweckt, um die Gartenfrüchte zum Markt zu bringen. Das Schicksal hat Mitleid mit dem Esel und gibt ihm einen anderen Herrn, einen Gerber, für den er schwere, übel riechende Tierhäute tragen muss. Der Esel beschwert sich erneut, da das Gewicht dessen, was er nun schleppen muss, viel höher ist als jenes der „Kräuter“ zuvor. Das Schicksal gibt ihn zu einem Köhler, aber als der Esel sich weiterhin beklagt, ist das Schicksal über die vielen Beschwerden erbost und meint, der Esel beschäftige es mehr als hundert Monarchen.
Wie im Zitat von La Fontaine „Je me sers des animaux pour instruire l’homme“ (=Ich benutze Tiere, um den Menschen zu unterrichten), erfährt der Leser hier eine Kritik an menschlichen Fehlern, denn die an Tieren ausgeübte Kritik ermöglichte es dem Autor, der Zensur zu entgehen, die in jener Zeit der absoluten Monarchie sehr selektiv war. Ein Nebenthema dieser Fabel, das dem universellen Bedürfnis zugrunde liegt, sich dem Schicksal zu unterwerfen, ist die Sinnlosigkeit des Jammerns; Das ständige Beklagen des Esels über sein Schicksal stellt die ultimative Form der Naivität dar, da er mit jedem nachfolgenden Meister immer unzufriedener wird.
In der Fabel von Äsop kommt der Esel vom Gärtner erst zu einem Töpfer und dann zu einem Gerber, wo er voller Entsetzen feststellen muss, was für ein Schicksal ihn am Ende seiner Tage erwartet.